# ミクロパキケファロサウルス
ミクロパキケファロサウルス（Micropachycephalosaurus　「小さな厚い頭を持つトカゲ」の意味）は鳥盤類恐竜の単型の属の一つである。白亜紀後期（7060万年前から6850万年前）に現在の中国、山東省に生息していた。 萊陽市の南西にある崖から発見された部分骨格が現在のところ唯一の標本である。二足歩行の草食動物であり、属名は現在のところ恐竜では最長である。皮肉にも、体長は恐竜としては最小クラスであり1m強ほどであった。

## 分類
この属にはタイプ種Micropachycephalosaurus hongtuyanensis のみが含まれている。古生物学者董枝明は最初この属をドーム状の頭を持つ二足歩行の草食恐竜のグループである堅頭竜類として分類した。しかし、2006年にSullivanがパキケファロサウルス科の再検討を行った結果、この分類に疑義が生じた。2008年にButler およびZhaoにより最初の標本の更なる研究が行われたが、ミクロパキケファロサウルスと堅頭竜類を結びつける特長は見つからなかった。堅頭竜類に属することを示す特徴の一つである分厚い頭蓋天井は調査した化石では見つからず、この特徴をもって最初の分類を支持することも論破することも出来なかった。そのためButlerおよびZhaoは不定な角脚類と分類した。2011年にButlerらによる分岐学的解析が行われ、ミクロパキケファロサウルスは角竜類の基底的なメンバーであることが示された。

## 参照
1. ↑  Holtz, Thomas R. Jr. (2011) Dinosaurs: The Most Complete, Up-to-Date Encyclopedia for Dinosaur Lovers of All Ages, Winter 2010 Appendix.
2. 1 2  Butler, R.J. and Zhao, Q. (2009). “The small-bodied ornithischian dinosaurs Micropachycephalosaurus hongtuyanensis and Wannanosaurus yansiensis from the Late Cretaceous of China”. Cretaceous Research 30 (1):  63–77. doi:10.1016/j.cretres.2008.03.002.
3. ↑  Sullivan, R.M. (2006). "A taxonomic review of the Pachycephalosauridae (Dinosauria: Ornithischia)." New Mexico Museum of Natural History and Science Bulletin, 35: 347-365.
4. ↑  Richard J. Butler, Jin Liyong, Chen Jun, Pascal Godefroit (2011). “The postcranial osteology and phylogenetic position of the small ornithischian dinosaur Changchunsaurus parvus from the Quantou Formation (Cretaceous: Aptian–Cenomanian) of Jilin Province, north-eastern China”. Palaeontology 54 (3):  667–683. doi:10.1111/j.1475-4983.2011.01046.x.